# Klaus Voormann
Klaus Voormann (Berlijn, 29 april 1938) is een Duitse muzikant, ontwerper en producer. Hij is vooral bekend van zijn spel als bassist op talloze platen van bekende muzikanten als John Lennon, George Harrison, Manfred Mann, Ringo Starr, Carly Simon en Randy Newman.

## Werk
Voormann heeft voor The Beatles de hoes van de elpee Revolver ontworpen. Ook de Anthology-cd's uit de jaren 90 werden door zijn ontwerpen gesierd. The Beatles en Voormann hebben elkaar in Hamburg goed leren kennen. Hij was onderdeel van de kunstzinnige scene die Astrid Kirchherr, de grote liefde van Stuart Sutcliffe, toen nog Beatle-bassist, met zich meenam. 
Hij speelde later als bassist in de groep Manfred Mann en in de begeleidingsgroep van John Lennon, de Plastic Ono Band. Verder speelde hij bas op de eerste paar solo platen van George Harrison, het legendarische popconcert voor Bangladesh en verschillende albums van Harry Nilsson.
In 1982 dook hij op in de Duitse popgroep Trio, bekend van Da da da, du liebst mich nicht, ich lieb' dich nicht, aha aha aha (Engels: Da da da you don't love me, I dont love you aha aha aha).
In 2019 leverde hij het Artwork voor de Aclam Dr. Robert; een effectpedaal dat een deel van het circuit bevat dat de voorversterker vormt van de Vox UL730. Dat was de gitaarversterker die The Beatles ten tijde van Revolver in de studio gebruikten en de typische bijtende klank van de gitaren op dat album genereerde.

## Autobiografie
- Klaus Voormann: Warum spielst du Imagine nicht auf dem weißen Klavier, John?. München, Heyne, 2003. ISBN 3-453-87313-0